# دانيال كوليندريس
دانيال كوليندريس (بالإسبانية: Daniel Colindres)‏ (10 يناير 1985 الأخويلا كوستاريكا - ) هو لاعب كرة قدم كوستاريكي.

## روابط خارجية
- دانيال كوليندريس على موقع إي إس بي إن إف سي (الإنجليزية)
- دانيال كوليندريس على موقع قاعدة بيانات كرة القدم.إي يو (الإنجليزية)
- دانيال كوليندريس على موقع ناشيونال فوتبول تيمز (الإنجليزية)
- دانيال كوليندريس على موقع Soccerbase.com (لاعب) (الإنجليزية)
- دانيال كوليندريس على موقع Soccerway.com (الإنجليزية)
- دانيال كوليندريس على موقع عالم كرة القدم.نت (الإنجليزية)